# Rudolf Holcinger
Rudolf Holcinger ( 15. října 1946, Ivanka pri Dunaji - 5. července 2022) byl slovenský fotbalista, záložník.

## Fotbalová kariéra
V československé lize nastoupil za Jednotu Trenčín ve 27 utkáních a dal 4 góly. V roce 1972 byl i v kádru Spartaku Trnava. Hrál také 2. nejvyšší soutěž za Zbrojovku Brno (1968/69, vstřelil 1 branku) a Jednotu Trenčín. V sezoně 1970/71 působil také v BZVIL Ružomberok. Z ligového Trenčína odešel do TJ Gumárne 1. mája Púchov.

## Ligová bilance
| Ročník                                        | Zápasy | Góly | Klub                   |
| --------------------------------------------- | ------ | ---- | ---------------------- |
| 2. československá fotbalová liga 1968/1969    | -      | 1    | TJ Zbrojovka Brno      |
| 2. československá fotbalová liga 1974/1975    | -      | -    | TJ Jednota Trenčín     |
| 1. československá fotbalová liga 1975/1976    | 26     | 4    | TJ Jednota Trenčín     |
| 1. československá fotbalová liga 1976/1977    | 1      | 0    | TJ Jednota Trenčín     |
| 1. slovenská národní fotbalová liga 1976/1977 | -      | -    | Gumárne 1. mája Púchov |
| Celkem 1. liga                                | 27     | 4    |                        |